# Monodictys melanopa
Monodictys melanopa är en lavart som först beskrevs av Ach. ex Turner, och fick sitt nu gällande namn av M.B. Ellis 1976. Monodictys melanopa ingår i släktet Monodictys, klassen Dothideomycetes, divisionen sporsäcksvampar och riket svampar.   Inga underarter finns listade i Catalogue of Life.